# Vouillé-les-Marais
Vouillé-les-Marais är en kommun i departementet Vendée i regionen Pays de la Loire i västra Frankrike. Kommunen ligger i kantonen Chaillé-les-Marais som tillhör arrondissementet Fontenay-le-Comte. År 2022 hade Vouillé-les-Marais 782 invånare.

## Befolkningsutveckling
Antalet invånare i kommunen Vouillé-les-Marais
| Referens: INSEE |